# Димитър Ошанеца
Димитър Ощанеца е български дърворезбар от Тревненската художествена школа.

## Биография
Роден е в Ошаните, област Габрово. През 1807 – 1808 г., заедно с калфата си Иван Бучуковеца, се съревновават коя таванна дърворезба в Даскаловата къща в Трявна ще бъде по-красива – Майското слънце на Ошанеца или Юлското слънце на Бочуковеца. Заедно с други резбари изработва иконостаса на църквата „Св. св. Петър и Павел“ в село Елхово, област Стара Загора. Негов син е дърворезбарят Пеню Ошанеца.

## Двеста години от майсторския облог в Трявна
Този облог между Ошанеца и Бучуковеца, сключен на 6 май 1808 г. по време на заключителните работи на Даскаловата къща, е повод за допълнитени празненства. Тържествата са уредени във връзка с всенародния празник Гергьовден и Деня на резбаря. Образува се тържествено шествие, което тръгва от старинния площад и завършва в Даскаловата къща. Шествието се води от Градската духова музика и иконата на Свети Георги – патрон на резбарите. Този облог дава начало на ред традиционни състезания по дърворезбарство на бългатските марангози и служи за повод, като легенда по която Рачо Стоянов да напише драмата „Майстори“.